# Všechny cesty vedou do nebe
Všechny cesty vedou do nebe (v anglickém originále My Way or the Highway to Heaven) je 3. díl 30. řady (celkem 642.) amerického animovaného seriálu Simpsonovi. Scénář napsali Deb Lacustová, Dan Castellaneta a Vince Waldron a díl režíroval Rob Oliver. V USA měl premiéru dne 14. října 2018 na stanici Fox Broadcasting Company a v Česku byl poprvé vysílán 18. února 2019 na stanici Prima Cool.

## Děj
V nebi je téměř pusto, a tak Bůh a svatý Petr uvažují o tom, za jakých podmínek se duše dostanou do nebe. Podle sv. Petra jsou kritéria pro přijetí příliš přísná. Bůh s Petrem sledují Nedovu Nedělní školu na téma „Kdo půjde do nebe?“ 
Ned s dětmi diskutuje o jeho minulosti. Prozradí, že pracoval jako podomní prodejce prodávající trampolíny. Postupně se od kolegy dozvídá, že prodává nebezpečné trampolíny. Po 500 skocích přitáhne trampolína blesk, který do trampolíny udeří. Také se dozvídá, že se Homer chystá překonat rekord v 500 skocích na trampolíně. Ned zachrání Homera tím, že při 500. výskoku vyhodí Homera z trampolíny a obětuje se za něj. Ježíš, ke kterému se dostane mu však sdělí, že pokud bude kázat jeho slova a uctívat ho, tak může opět žít. Ned souhlasí a přežije, ale zůstane mu jizva pod nosem. A tak nosí knír, aby ji zakryl. 
Po Nedovi vypráví v Nedělní škole Marge příběh o své babičce, která byla ateistka. Margina babička porazila Němce a Bůh usuzuje, že by si také zasloužila být v nebi. Nakonec promluví Líza o buddhistické cestě do nebe. Lízin příběh vypráví o princezně Siddmartě. Rodiče Siddmarthu rozmazlovali a princezna přemýšlela nad tím, proč není šťastná, když má vše, co si jen dokáže představit. Siddmartha si uvědomuje, že i chudé děti jsou šťastnější než ona. Převlékla se za chudého chlapce a zjišťovala, jaký je život v chudobě. Siddmartha si sedla pod strom a čekala několik dní, dokud nedojde k osvícení. Po vyprávění příběhu si Marge uvědomila, že je na Lízu hrdá navzdory jejímu náboženskému vyznání. 
Nakonec Bůh povolil přistup do nebe všem dobrým duším po věky věků.

## Přijetí
Dennis Perkins z The A.V. Clubu udělil dílu hodnocení B− a uvedl: „Epizoda má podobu jakéhosi nábožensky založeného Speciálního čarodějnického dílu se třemi příběhy (vyprávěnými Nedem, Marge a Lízou), které testují nová kritéria, podle nichž Bůh vybere, kdo si zaslouží strávit věčnost v tradičně zamračeném a harfami posetém ráji seriálu. Výsledkem, který napsali manželé Dan Castellaneta a Deb Lacustová spolu se scenáristou Simpsonových Vincem Waldronem, je rozhodně nenáročný výlet, který však není bez půvabu.“.
Tony Sokol z Den of Geek ohodnotil epizodu 4,5 body z 5 možných a uvedl: „Simpsonovi sice nekáží proti evoluci, ale z toho druhu seriálu, který vyvolával bouřlivý smích, se vyvinuli tak, že v nás evokují: ‚Ach, chytré.‘. Seriál bude vždycky tak trochu intelektuální, protože je to neustálý souboj mezi nesobeckou moudrostí Marge a Lízy a chaotickou šaškárnou Barta a Homera. Mimochodem, kde byli Bart a Homer? Dostali jsme příběh od Neda místo člena rodiny? Že by nezáleželo na tom, co by přinesli jako oběť, poslalo by to celé město Springfield rovnou do pekla? Díl Všechny cesty vedou do nebe měl nechat chlapce a jeho Homera nabídnout vlastní temnou alternativu. Epizoda je zabarvena příliš jasně.“.
Díl dosáhl ratingu 1,0 s podílem 5 a sledovalo jej 2,51 milionu lidí, čímž se Simpsonovi stali nejsledovanějším pořadem stanice Fox.